# Sean Gelael

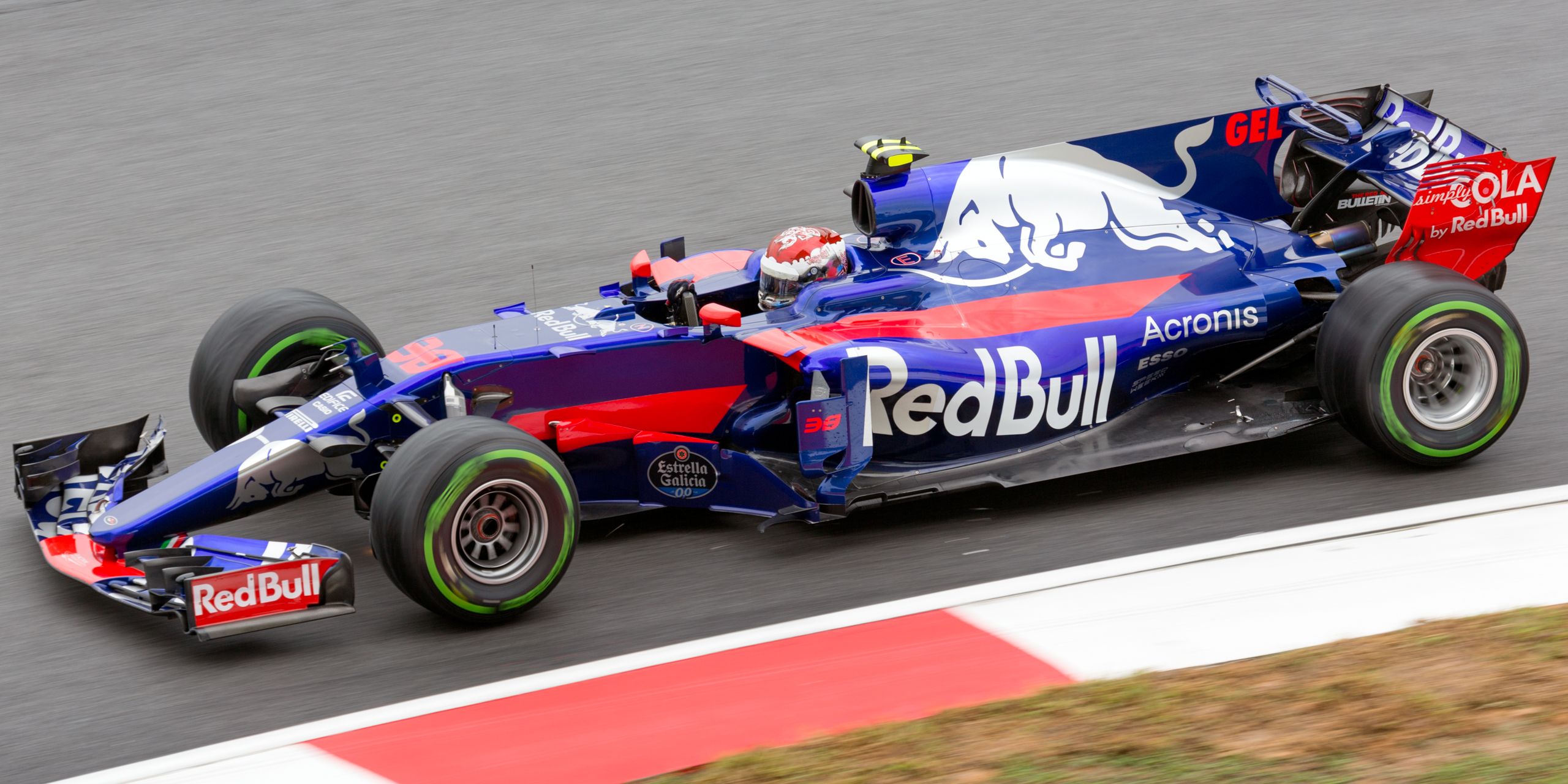
Sean Gelael beim freien Training für Toro Rosso in Malaysia 2017

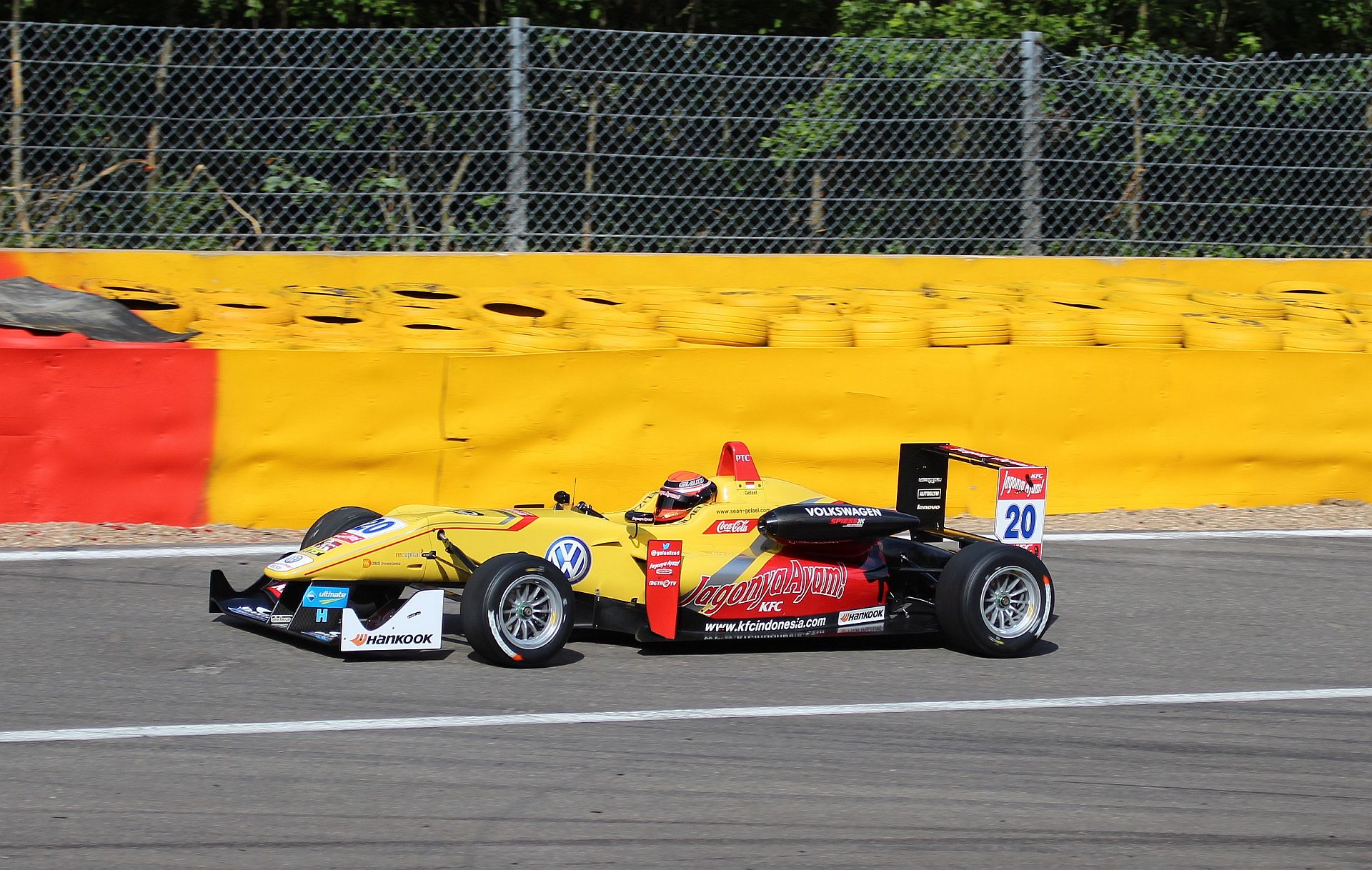
Sean Gelael in Spa-Francorchamps in der europäischen Formel-3-Meisterschaft 2014

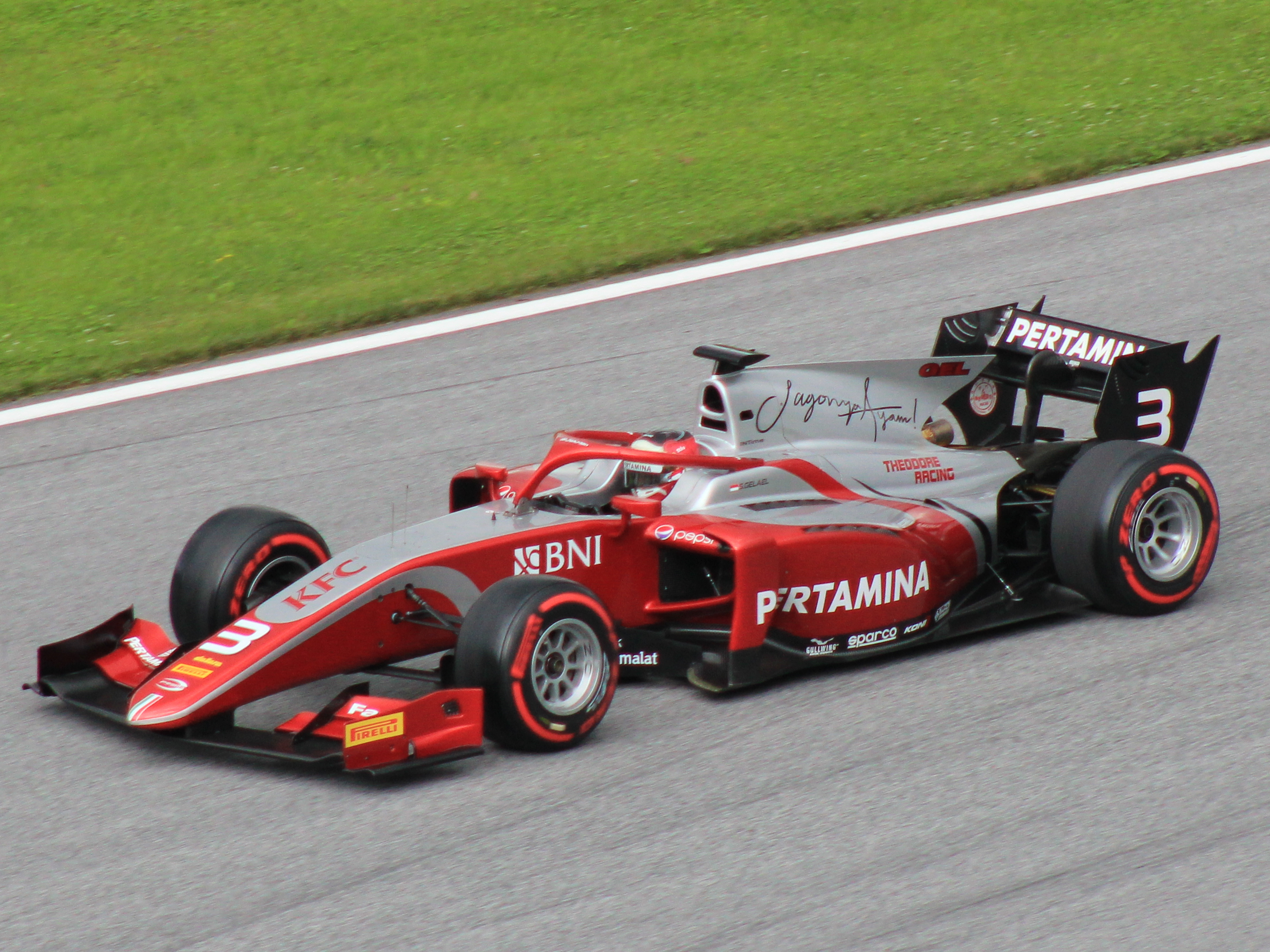
Sean Gelael beim Formel-2-Rennen in Spielberg 2018

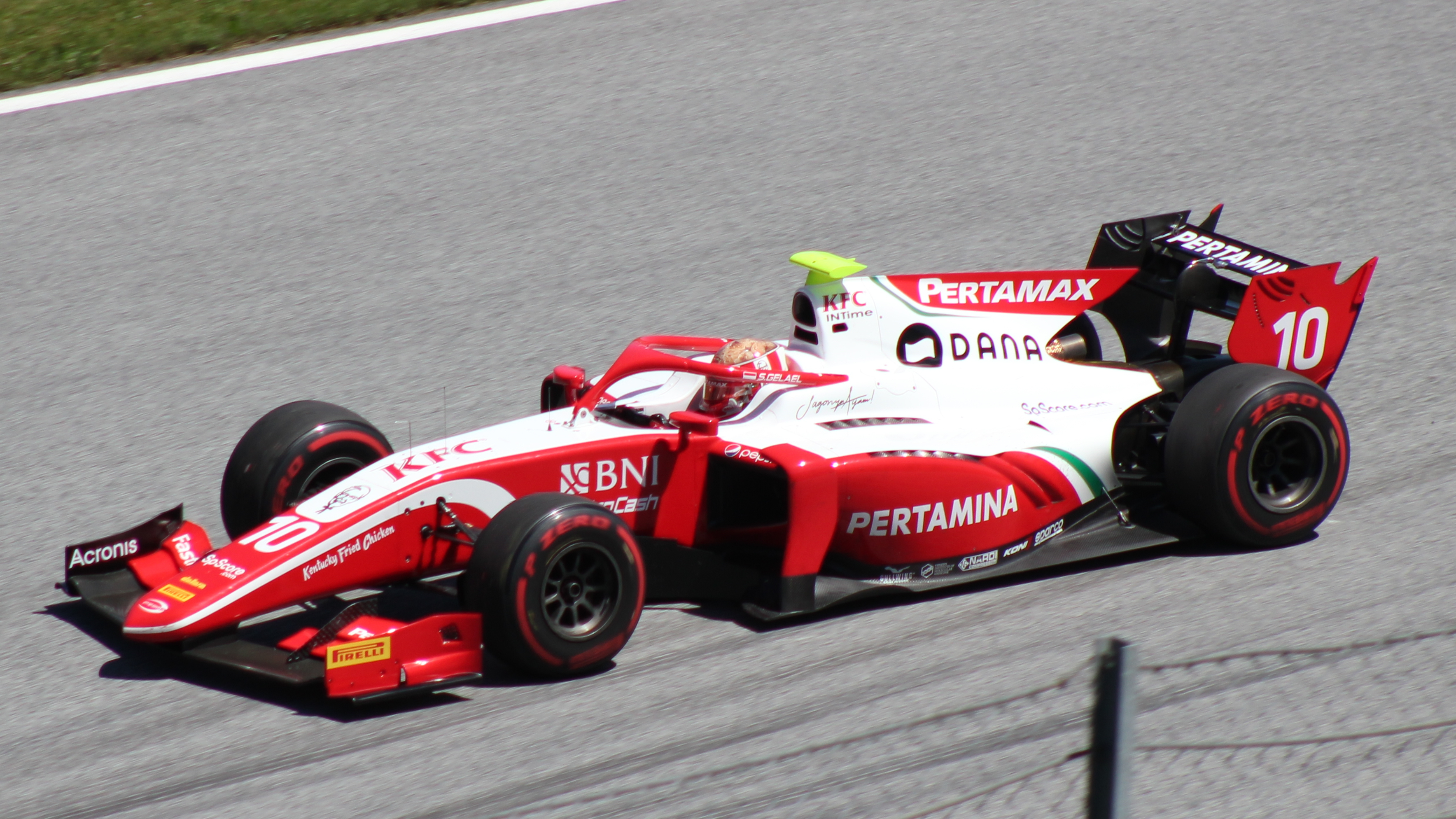
Sean Gelael beim Formel-2-Rennen in Spielberg 2019

Muhammed Sean Riccardo Gelael (* 1. November 1996 in Jakarta) ist ein indonesischer Automobilrennfahrer. Er startet von 2015 bis 2020 in der FIA-Formel-2-Meisterschaft (ehemals GP2-Serie) und tritt seit 2021 in Langstreckenrennen an.

## Karriere
Gelael begann seine Motorsportkarriere im Rallyesport, in dem er von 2007 bis 2009 aktiv war. 2010 wechselte er in den Kartsport, den er bis 2012 ausübte. 2012 debütierte Gelael zudem im Formelsport. Er trat für Eurasia Motorsport in der Formula Pilota China Series an. Er entschied das Saisonfinale für sich und wurde mit insgesamt sechs Podest-Platzierungen Vierter in der Fahrerwertung. Sein Teamkollege Antonio Giovinazzi, der seit diesem Jahr von Gelaels Familie finanziell unterstützt wird, gewann die Meisterschaft. Darüber hinaus nahm Gelael als Gaststarter an einer Veranstaltung der Formel Abarth teil.
2013 wechselte Gelael nach Europa und trat für Double R Racing in der europäischen Formel-3-Meisterschaft an. Ein 13. Platz war sein bestes Resultat. Darüber hinaus nahm Gelael 2013 für Double R Racing an der britischen Formel-3-Meisterschaft teil. Mit drei dritten Plätzen als beste Ergebnisse beendete er die Saison auf dem achten Rang, während sein Teamkollege Giovinazzi Vizemeister wurde. 2014 blieb Gelael in der europäischen Formel-3-Meisterschaft und erhielt ein Cockpit bei Jagonya Ayam with Carlin. Carlin war für die Renneinsätze des Teams verantwortlich, Gelaels Familie finanzierte das Team. Neben Giovinazzi wurde Tom Blomqvist sein Teamkollege, der auch als Mentor der beiden fungierte. Während Blomqvist und Giovinazzi Rennen gewannen, war ein sechster Platz Gelaels beste Platzierung. Er schloss die Saison auf dem 18. Platz der Fahrerwertung ab. Darüber hinaus absolvierte er für Carlin drei Gaststarts in der britischen Formel-3-Meisterschaft, wobei er zweimal Zweiter und einmal Dritter wurde.
2015 blieb Gelael bei Carlin und wechselte in die Formel Renault 3.5. Er belegte am Saisonende den 20. Gesamtrang. Mit 7 zu 122 Punkten unterlag er intern seinem Teamkollegen Tom Dillmann. Darüber hinaus nahm Gelael 2015 für Carlin an einigen Rennen der GP2-Serie teil. Im Winter 2015/16 fuhr Gelael zusammen mit Giovinazzi zwei Rennen in der Asian Le Mans Series (AsLMS) für Jagonya Ayam with Eurasia. Dabei gelangen dem Duo zwei Siege und sie wurden Dritte in der LMP2-Wertung. 2016 trat Gelael als Stammpilot in der GP2-Serie für Pertamina Campos Racing an. Mit einem zweiten Platz in Spielberg gelang ihm dabei eine Podest-Platzierung. Intern unterlag er mit 24 zu 90 Punkten Mitch Evans und wurde 15. in der Fahrerwertung. Darüber hinaus war Gelael im Langstreckensport aktiv. Zunächst bestritt er für das von AF Corse betreute Team SMP Racing ein Rennen in der European Le Mans Series (ELMS). Anschließend ging er zu den letzten drei Läufen der FIA-Langstrecken-Weltmeisterschaft 2016 (WEC) für Extreme Speed Motorsports an den Start. Er wurde 31. in der Fahrerweltmeisterschaft.
2017 wechselte Gelael zu Arden und blieb in der GP2-Serie, die im Winter in FIA-Formel-2-Meisterschaft umbenannt worden war. Sein bestes Ergebnis erreichte er mit einem fünften Platz. Die Meisterschaft beendete er mit 17 Punkten auf dem 15. Platz. Auch 2018 ging er in der Formel 2 an den Start, wechselt aber zu Pertamina Prema Theodore Racing, für das er auch 2019 an den Start ging. 2019 belegte er den 17. Platz in der Gesamtwertung. Trotz einer wenig erfolgreichen Saison konnte er mit einer schnellsten Rennrunde in Monte Carlo aufzeigen. Beim Hauptrennen in Belgien war Sean Gelael ebenfalls in den schweren Unfall in der zweiten Runde verwickelt, bei welchem Anthoine Hubert sein Leben verlor und Juan Manuel Correa sich schwere Beinverletzungen zuzog. Das Halo an Gelaels' Prema wies Beschädigungen auf, die durch herumfliegende Trümmerteile verursacht wurden und Sean Gelael, ohne den Schutz durch das Halo, möglicherweise schwere Verletzungen zugefügt hätten. Für die Saison 2020 wechselte Gelael zum Gewinner der Teammeisterschaft 2019 DAMS Motorsport, damit war er in seiner sechsten Saison im fünften Team tätig. Sein Teamkollege war der Brite Daniel Ticktum. In Spanien zog sich Gelael Frakturen an der Wirbelsäule zu, weshalb er den Rest der Saison verpasste.

## Persönliches
Gelael ist der Sohn der indonesischen Schauspielerin Rini S. Bono und des Unternehmers Ricardo Gelael, der früher selber als Rallyefahrer angetreten ist. Die Fast-Food Unternehmen von Ricardo Gelael, der unter anderem Kentucky Fried Chicken in Indonesien vertreibt, sind zudem häufig Sponsoren von Sean Gelaels Rennwagen.

## Statistik

### Karrierestationen
| - 2007–2009: Rallye - 2010–2012: Kartsport - 2012: Formula Pilota China Series (Platz 4) - 2013: Europäische Formel 3 - 2013: Britische Formel 3 (Platz 8) - 2014: Europäische Formel 3 (Platz 18) | - 2015: Formel Renault 3.5 (Platz 19) - 2015: GP2-Serie (Platz 30) - 2016: AsLMS, LMP2 (Platz 3) - 2016: GP2-Serie (Platz 15) - 2016: WEC (Platz 31) - 2016: ELMS, LMP2 (Platz 24) | - 2017: Formel 2 (Platz 15) - 2018: Formel 2 (Platz 15) - 2019: Formel 2 (Platz 17) - 2020: Formel 2 (Platz 21) |

### Einzelergebnisse in der europäischen Formel-3-Meisterschaft
| Jahr | Team                     | Motor      | 1   | 2   | 3   | 4   | 5   | 6   | 7   | 8   | 9   | 10  | 11  | 12  | 13  | 14  | 15  | 16  | 17  | 18  | 19  | 20  | 21  | 22  | 23  | 24  | 25  | 26  | 27  | 28  | 29  | 30  | 31  | 32  | 33  | Punkte | Rang |
| ---- | ------------------------ | ---------- | --- | --- | --- | --- | --- | --- | --- | --- | --- | --- | --- | --- | --- | --- | --- | --- | --- | --- | --- | --- | --- | --- | --- | --- | --- | --- | --- | --- | --- | --- | --- | --- | --- | ------ | ---- |
| 2013 | Double R Racing          | Mercedes   | MON | MON | MON | SIL | SIL | SIL | HO1 | HO1 | HO1 | BRH | BRH | BRH | SPI | SPI | SPI | NOR | NOR | NOR | NÜR | NÜR | NÜR | ZAN | ZAN | ZAN | VAL | VAL | VAL | HO2 | HO2 | HO2 |     |     |     | –      | –    |
| 2013 | Double R Racing          | Mercedes   | 14  | 16  | 18  | 25  | 16  | 18* | 21  | 27  | DNF | 23  | 22  | DNF | 22  | 17  | 20* | DNF | 21  | 15  | 20  | 18  | 13  | 17  | 20  | 20  | DNF | 21  | DNF | 25  | 24  | 13  |     |     |     | –      | –    |
| 2014 | Jagonya Ayam with Carlin | Volkswagen | SIL | SIL | SIL | HO1 | HO1 | HO1 | PAU | PAU | PAU | HUN | HUN | HUN | SPA | SPA | SPA | NOR | NOR | NOR | MOS | MOS | MOS | SPI | SPI | SPI | NÜR | NÜR | NÜR | IMO | IMO | IMO | HO2 | HO2 | HO2 | 25     | 18.  |
| 2014 | Jagonya Ayam with Carlin | Volkswagen | 15  | 20  | NC  | 13  | 20  | 22  | 10  | DNF | DNF | 10  | 21  | 13  | 18  | 13  | 13  | 9   | 17  | 6   | 17  | 17  | 11  | 12  | 7   | 10  | 16  | 21* | 11  | 10  | 16  | DNF | 10  | 18  | 8   | 25     | 18.  |

### Einzelergebnisse in der Formel Renault 3.5
| Jahr | Team                     | 1   | 2   | 3   | 4   | 5   | 6   | 7   | 8   | 9   | 10  | 11  | 12  | 13  | 14  | 15  | 16  | 17  | Punkte | Rang |
| ---- | ------------------------ | --- | --- | --- | --- | --- | --- | --- | --- | --- | --- | --- | --- | --- | --- | --- | --- | --- | ------ | ---- |
| 2015 | Jagonya Ayam with Carlin | ALC | ALC | MON | SPA | SPA | HUN | HUN | SPI | SPI | SIL | SIL | NÜR | NÜR | LMS | LMS | JRZ | JRZ | 7      | 19.  |
| 2015 | Jagonya Ayam with Carlin | DNF | 15  | 8   | 15  | 12  | 15  | DNF | DNF | DNF | DNF | 10  | 15  | 16  | 16  | 17  | 16  | 9   | 7      | 19.  |

### Einzelergebnisse in der GP2-Serie / FIA-Formel-2-Meisterschaft
| Jahr | Team                            | 1   | 2   | 3   | 4   | 5   | 6   | 7   | 8   | 9   | 10  | 11  | 12  | 13  | 14  | 15  | 16  | 17  | 18  | 19  | 20  | 21  | 22  | 23  | 24  | Punkte | Rang |
| ---- | ------------------------------- | --- | --- | --- | --- | --- | --- | --- | --- | --- | --- | --- | --- | --- | --- | --- | --- | --- | --- | --- | --- | --- | --- | --- | --- | ------ | ---- |
| 2015 | Carlin                          | BRN | BRN | ESP | ESP | MON | MON | AUT | AUT | GBR | GBR | HUN | HUN | BEL | BEL | ITA | ITA | RUS | RUS | BRN | BRN | UAE | UAE |     |     | 0      | 30.  |
| 2015 | Carlin                          |     |     |     |     |     |     |     |     |     |     | 18  | 20  | 20  | 21  |     |     | 19  | 20  | 23  | 15  | DNF | C   |     |     | 0      | 30.  |
| 2016 | Pertamina Campos Racing         | ESP | ESP | MON | MON | AZE | AZE | AUT | AUT | GBR | GBR | HUN | HUN | GER | GER | BEL | BEL | ITA | ITA | MAS | MAS | UAE | UAE |     |     | 24     | 15.  |
| 2016 | Pertamina Campos Racing         | 17  | 13  | 13  | DNF | 7   | DNF | 2   | DNF | 21  | 18  | 22  | 10  | DNF | 19* | 18  | 18  | 20  | 16  | 16  | DNF | DNF | 21  |     |     | 24     | 15.  |
| 2017 | Pertamina Arden                 | BRN | BRN | ESP | ESP | MON | MON | AZE | AZE | AUT | AUT | GBR | GBR | HUN | HUN | BEL | BEL | ITA | ITA | ESP | ESP | UAE | UAE |     |     | 17     | 15.  |
| 2017 | Pertamina Arden                 | 17  | 17  | 15  | 16  | 13  | 12  | 14  | 10  | 10  | 11  | 9   | 16  | 14  | 10  | 15  | 17  | 5   | 6   | 16  | 16  | 15  | 14  |     |     | 17     | 15.  |
| 2018 | Pertamina Prema Theodore Racing | BRN | BRN | AZE | AZE | ESP | ESP | MON | MON | FRA | FRA | AUT | AUT | GBR | GBR | HUN | HUN | BEL | BEL | ITA | ITA | RUS | RUS | UAE | UAE | 29     | 15.  |
| 2018 | Pertamina Prema Theodore Racing | 7   | 16  | 10  | DNF | DNF | 6   | 2   | DNF | DNF | 18  | 13  | DNF | DNF | 15  | 13  | 11  | 16  | DNF | 11  | DNF | DNS | 12  | 17  | DNF | 29     | 15.  |
| 2019 | Prema Racing                    | BRN | BRN | AZE | AZE | ESP | ESP | MON | MON | FRA | FRA | AUT | AUT | GBR | GBR | HUN | HUN | BEL | BEL | ITA | ITA | RUS | RUS | UAE | UAE | 15     | 17.  |
| 2019 | Prema Racing                    | DNF | 10  | 6   | 8   | 9   | 9   | DNF | 15  | DNF | 17  | 16  | 12  | WD  | WD  | 15  | 17  | C   | C   | 9   | DNF | 11  | 7   | 17  | DNF | 15     | 17.  |

| Legende  | Legende            | Legende                                                          |
| Farbe    | Abkürzung          | Bedeutung                                                        |
| -------- | ------------------ | ---------------------------------------------------------------- |
| Gold     | –                  | Sieg                                                             |
| Silber   | –                  | 2. Platz                                                         |
| Bronze   | –                  | 3. Platz                                                         |
| Grün     | –                  | Platzierung in den Punkten                                       |
| Blau     | –                  | Klassifiziert außerhalb der Punkteränge                          |
| Violett  | DNF                | Rennen nicht beendet (did not finish)                            |
| Violett  | NC                 | nicht klassifiziert (not classified)                             |
| Rot      | DNQ                | nicht qualifiziert (did not qualify)                             |
| Rot      | DNPQ               | in Vorqualifikation gescheitert (did not pre-qualify)            |
| Schwarz  | DSQ                | disqualifiziert (disqualified)                                   |
| Weiß     | DNS                | nicht am Start (did not start)                                   |
| Weiß     | WD                 | zurückgezogen (withdrawn)                                        |
| Hellblau | PO                 | nur am Training teilgenommen (practiced only)                    |
| Hellblau | TD                 | Freitags-Testfahrer (test driver)                                |
| ohne     | DNP                | nicht am Training teilgenommen (did not practice)                |
| ohne     | INJ                | verletzt oder krank (injured)                                    |
| ohne     | EX                 | ausgeschlossen (excluded)                                        |
| ohne     | DNA                | nicht erschienen (did not arrive)                                |
| ohne     | C                  | Rennen abgesagt (cancelled)                                      |
| ohne     | keine WM-Teilnahme |                                                                  |
| sonstige | P/fett             | Pole-Position                                                    |
| sonstige | 1/2/3/4/5/6/7/8    | Punktplatzierung im Sprint-/Qualifikationsrennen                 |
| sonstige | SR/kursiv          | Schnellste Rennrunde                                             |
| sonstige | *                  | nicht im Ziel, aufgrund der zurückgelegten Distanz aber gewertet |
| sonstige | ()                 | Streichresultate                                                 |
| sonstige | unterstrichen      | Führender in der Gesamtwertung                                   |

### Le-Mans-Ergebnisse
| Jahr | Team              | Fahrzeug             | Teamkollege       | Teamkollege        | Platzierung | Ausfallgrund  |
| ---- | ----------------- | -------------------- | ----------------- | ------------------ | ----------- | ------------- |
| 2021 | Jota              | Oreca 07             | Stoffel Vandoorne | Tom Blomqvist      | Rang 7      |               |
| 2022 | WRT Team          | Oreca 07             | Robin Frijns      | René Rast          | Ausfall     | Unfall        |
| 2023 | WRT Team          | Oreca 07             | Robin Frijns      | Ferdinand Habsburg | Rang 13     |               |
| 2024 | Team WRT          | BMW M4 GT3           | Augusto Farfus    | Darren Leung       | Rang 28     |               |
| 2025 | United Autosports | McLaren 720S GT3 Evo | Marino Satō       | Darren Leung       | Ausfall     | Antriebswelle |

### Einzelergebnisse in der FIA-Langstrecken-Weltmeisterschaft
| Saison | Team                      | Rennwagen        | 1   | 2   | 3   | 4   | 5   | 6   | 7   | 8   | 9   |
| ------ | ------------------------- | ---------------- | --- | --- | --- | --- | --- | --- | --- | --- | --- |
| 2016   | Extreme Speed Motorsports | Ligier JS P2     | SIL | SPA | LEM | NÜR | MEX | AUS | FUJ | SHA | BAH |
| 2016   | Extreme Speed Motorsports | Ligier JS P2     |     |     |     |     |     |     | 10  | 9   | 13  |
| 2021   | Jota                      | Oreca 07         | SPA | POR | MON | LEM | BAH | BAH |     |     |     |
| 2021   | Jota                      | Oreca 07         | 6   | 5   | 8   | 7   | 5   | 6   |     |     |     |
| 2022   | WRT                       | Oreca 07         | SEB | SPA | LEM | MON | FUJ | BAH |     |     |     |
| 2022   | WRT                       | Oreca 07         | 5   | 3   | DNF | 21  | 5   | 5   |     |     |     |
| 2023   | WRT                       | Oreca 07         | SEB | POR | SPA | LEM | MON | FUJ | BAH |     |     |
| 2023   | WRT                       | Oreca 07         | 13  | 16  | 12  | 13  | 32  | 13  | 13  |     |     |
| 2024   | Team WRT                  | BMW M4 GT3       | KAT | IMO | SPA | LEM | SAO | AUS | FUJ | BAH |     |
| 2024   | Team WRT                  | BMW M4 GT3       | 21  | 18  | DNF | 28  | 28  | 20  | 22  | 27  |     |
| 2025   | United Autosports         | McLaren 720S GT3 | KAT | IMO | SPA | LEM | SAO | AUS | FUJ | BAH |     |
| 2025   | United Autosports         | McLaren 720S GT3 | 24  | 27  | DNF | DNF | 26  |     |     |     |     |